# Goobies
Goobies est un village canadien situé sur l'île de Terre-Neuve dans la province de Terre-Neuve-et-Labrador. Il est situé à l'intersection de la route Transcanadienne et de la route 210.

## Annexe